# USS New Jersey (BB-62)
«Нью-Джерсі» (BB-62) (англ. USS New Jersey (BB-62) («Великий Джей» (англ. Big J) чи «Чорний дракон» (англ. Black Dragon) — лінкор типу «Айова» та другий корабель військово-морських сил США, названий на честь штату Нью-Джерсі.

## Історія створення
Лінійний корабель «Нью-Джерсі» був закладений 16 вересня 1940 року на верфі компанії Philadelphia Naval Shipyard у Філадельфії. 7 грудня 1942 року (у першу річницю нападу на Перл-Гарбор) він був спущений на воду, а 23 травня 1943 року увійшов до складу ВМС США.

## Історія служби

### Друга світова війна
«Нью-Джерсі» після введення до складу американського флоту пройшов прискорений цикл підготовки в акваторії західної Атлантики та Карибського моря, звідкіля був відправлений для подальшого проходження служби на Тихий океан. 7 січня 1944 року лінкор пройшов Панамський канал, а 22 січня 1944 року прибув на атол Фунафуті, де був включений до складу сил ескорту швидкохідного авіаносного з'єднання TF.58. 29 січня 1944 року вийшов у перший бойовий похід.
16 лютого 1944 року «Нью-Джерсі» перший раз взяв участь у бою із загоном японських кораблів, спільно з іншими американськими кораблями потопивши озброєний траулер «Шонан Мару № 15» і есмінець «Майкадзе». Під час рейдів авіаносного з'єднання вів обстріл японських позицій на островах в Тихому океані — 18 березня на Мілі, з 29 по 30 квітня на Трук, 1 травня на Понапе, 12 червня — на Сайпані і Тініані. 19 червня 1944 року взяв участь у битві в Філіппінському морі, допомагаючи відбивати атаки японських літаків. З 9 по 30 серпня перебував у Перл-Гарборі. Після повернення в зону бойових дій продовжив супроводжувати швидкохідне авіаційне з'єднання TF.58. У вересні — грудні 1944 року брав участь у нанесенні угрупованням ударів по Філіппінах, у січні 1945 року — японських цілях на території Формози, Індокитаю, Гонконгу і Амою, в лютому — березні 1945 року по Іводзімі, Окінаві і Токіо. 24 травня 1944 року обстрілював цілі на острові Окінава.
З травня по червень 1945 року лінкор ремонтувався на верфі «Пьюджент-Саунд» у Бремертоні. 4 липня пішов у Перл-Гарбор і потім вирушив на Еніветок. 8 серпня 1945 року обстрілював острів Вейк. З 17 вересня до кінця 1945 року «Нью-Джерсі» перебував у Токійській затоці у складі сил підтримки окупаційних військ.

### Післявоєнна служба
Після Другої світової війни, 10 лютого 1946 року прибув Сан-Франциско, доставивши 1000 демобілізованих солдатів. За час Другої світової війни «Нью-Джерсі» був нагороджений дев'ятьма бойовими зірками.

### Корейська війна
23 травня 1947 зарахований до складу Атлантичного флоту. За часів Холодної війни неодноразово виключався до резерву і знову вводився до складу регулярних сил флоту. 17 травня 1951 прибув до берегів Кореї, ставши флагманським кораблем 7-го флоту. До 14 листопада 1951 року лінкор брав участь у бойових діях. 20 травня 1951 року був уражений снарядом північнокорейської берегової батареї. 20 грудня 1951 року повернувся у Норфолк і встав на шестимісячний ремонт. З 12 квітня по 28 липня 1953 року вдруге брав участь у Корейській війні. 21 серпня 1957 року виведено у резерв у Байонн. За час бойових дій в Кореї отримав чотири бойові зірки.

### Війна у В'єтнамі
6 квітня 1968 року знову введений у дію і до 16 травня 1968 року проходив ремонт у Філадельфії. З 25 вересня 1968 року по 31 березня 1969 року «Нью-Джерсі» брав участь у війні у В'єтнамі, заслуживши 2 бойові зірки. На зворотному шляху до США екстрено включений до складу бойового з'єднання в Японському морі. Загострення обстановки в районі Кореї було пов'язано зі збиттям північнокорейським винищувачем 15 квітня 1969 року американського розвідувального літака EC-121. Але, наказ був скасований, і 17 грудня 1968 року лінкор у черговий раз виведений у резерв у Бремертон.

### Подальша служба
28 грудня 1982 року «Нью-Джерсі» після модернізації в Лонг-Біч введений до строю. Проходив службу на Середземному морі, двічі, 14 грудня 1983 року і 8 лютого 1984 року, обстрілював позиції сирійської армії в Південному Лівані. 8 лютого 1991 року виведено з бойового складу і поставлений на прикол у Бремертоні. У листопаді 1999 року лінійний корабель відбуксирували до Філадельфії, де перетворили на корабель-музей.